# Vincent de Bueren
Pour les articles homonymes, voir de Bueren.
Vincent de Bueren ou Vincent de Buren (néerlandais : Vincent van Buren), né vers 1440 et mort en Overijssel en 1505 est l'un des chefs du peuple liégeois  puis des Six cents Franchimontois qui combattirent les troupes du duc de Bourgogne Charles le Téméraire pour défendre les libertés de la ville et de la principauté de Liège.

## Origines familiales
Vincent de Bueren est un des fils de Guillaume de Bueren, seigneur de Bueren et de Beusichem dans le duché de Gueldre (centre des Pays-Bas actuels) et d'Ermengarde de Lippe, épousée en secondes noces vers 1420 et décédée en 1467. Il a deux frères : Gisbert et Alard et une sœur : Elsa. Ses trois frères et sœur rentrèrent dans les ordres. Gisbert et Alard obtiennent des prébendes à la cathédrale Notre-Dame-et-Saint-Lambert de Liège et deviennent respectivement archidiacres du Condroz et de Famenne tandis qu'Elsa ( vers1429-1473) devient abbesse de Thorn en 1459. La naissance de Vincent aurait eu lieu vers 1440. Il pourrait être le cadet de la famille, mais cette affirmation n'est pas certaine. Il est à noter que certains auteurs émettent l'hypothèse que Vincent aurait été l'aîné de la fratrie, car il est l'héritier de la seigneurie de Bueren. De ce fait,  sa naissance aurait pu avoir eu lieu entre 1420 et 1428.

## Biographie
En 1435, son père, vaincu par Arnould (Arnold) d'Egmond, est contraint d'abandonner son fief de Bueren et fuit avec sa famille. Après avoir séjourné un temps à Cologne, les membres de la famille de Bueren arrivent à Liège entre 1445 et 1453 où leur cousin germain le prince-évêque de Liège Jean de Heinsberg les accueille selon leur rang aristocratique. Mais le statut de la famille change en 1456 lorsque Jean de Heinsberg est remplacé par le jeune Louis de Bourbon (âgé de 18 ans), neveu de Philippe le Bon, duc de Bourgogne, qui ambitionne de placer la principauté de Liège sous l'autorité du duché de Bourgogne.  Les Bueren n'ont pas la confiance du nouveau prince et s'allient à Raes de Heers, soutenu par le peuple liégeois. 
Lorsque Louis de Bourbon est déposé en 1465 par les Liégeois, alliés de Louis XI de France, Philippe le Bon prend les armes contre les armées liégeoises, dirigées par Raes de Heers, et les défait le 20 octobre 1465 à Montenaken. Les Liégeois doivent signer la Paix de Saint-Trond, où Philippe le Bon est désormais institué suzerain de la principauté et Louis de Bourbon réinstallé en tant que prince-évêque de Liège le 19 septembre 1466 (Première Guerre de Liège).
Philippe le Bon meurt le 15 juin 1467. Son fils Charles le Téméraire lui succède en tant que duc de Bourgogne. Après la défaite de la bataille de Brustem, le 22 octobre 1467, lors de la Deuxième Guerre de Liège, pendant  laquelle Vincent de Bueren est très actif, ce dernier est banni de Liège. Il prend le maquis et devient, avec Jean de Wilde et Gossuin de Streel, capitaine des compagnons de la Verte Tente, puis des Vrais Liégeois. 
L'année 1468 sera l'année cruciale de la vie de Vincent de Bueren. Le 25 août 1468, le déplacement et le séjour à Maestricht du prince-évêque Louis de Bourbon sont l'occasion attendue par les compagnons bannis de rentrer à Liège (le 9 septembre) et de s'installer aux commandes de la cité.  Dans la confusion, l'ensemble de la garnison bourguignonne prend la fuite de la ville d'autant plus que son commandant Guy de Humbercourt était absent de la cité. Vincent de Bueren est proclamé capitaine des Liégeois. La vie reprend dans la cité mosane mais la paix est loin d'être rétablie. Le 2 octobre, Vincent de Bueren et Jean de Wilde escortent le légat du pape Paul II désigné comme médiateur pour rencontrer Louis de Bourbon, réfugié à Tongres avec, pour but, de le ramener à Liège en tant que prince-évêque non soumis à la tutelle du duc de Bourgogne. Les tractations échouent et les Liégeois enlèvent le prince-évêque le 9 octobre. Vincent de Bueren l'accueille à Liège mais profite des circonstances pour faire assassiner Robert de Morialmé, un des collaborateurs du duc de Bourgogne. Apprenant ces faits, Charles le Téméraire dirige une armée en direction de Liège pour mater une fois pour toutes la ville rebelle. C'est la Troisième Guerre de Liège. Le 21 octobre, les troupes liégeoises avec Vincent de Bueren marchent vers l'ennemi qui a déjà repris Tongres. Le premier engagement est favorable aux Liégeois. Mais le lendemain, le 22 octobre, cinq cents hommes d'une milice, qui avaient essayé d'arrêter les Bourguignons dans le village de Lantin, sont conduits dans une église et brûlés vifs. Vincent de Bueren, qui a fait preuve de bravoure lors du combat en descendant de son cheval pour essayer de rallier les troupes, réussit à s'échapper et se replie sur Liège pour organiser la défense de la ville, malgré l'affaiblissement de celle-ci. Le 26 octobre, une sortie des Liégeois met à mal les troupes du duc de Bourgogne, qui campent désormais aux portes de Liège (à Saint-Léonard et Sainte-Walburge). Dans la nuit du 29 au 30 octobre, Vincent de Bueren et Gossuin de Streel, à la tête d'un groupe appelé les Six cents Franchimontois, montent une expédition de la dernière chance vers les hauteurs de Sainte-Walburge afin de tuer Charles le Téméraire, mais bientôt les Liégeois sont découverts et, après un corps à corps confus, ils battent en retraite. Gossuin de Streel est finalement capturé et Vincent de Bueren parvient à s'enfuir. Liège est désormais sans défense. Les jours qui suivent, la ville de Liège est mise à sac et brûlée par les troupes bourguignonnes.
Après ces événements de 1468, Vincent de Bueren, qui a donc survécu sans être capturé, se cache peut-être à Cologne et dans les Ardennes. Ensuite, il a vécu discrètement, bien que l'on sache qu'il a épousé vers 1482 Agnes van der Esse van Gramsbergen, dont il n'eut pas d'enfant et qu'il s'est installé en Overijssel (la partie orientale des Pays-bas), où il est décédé en 1505.

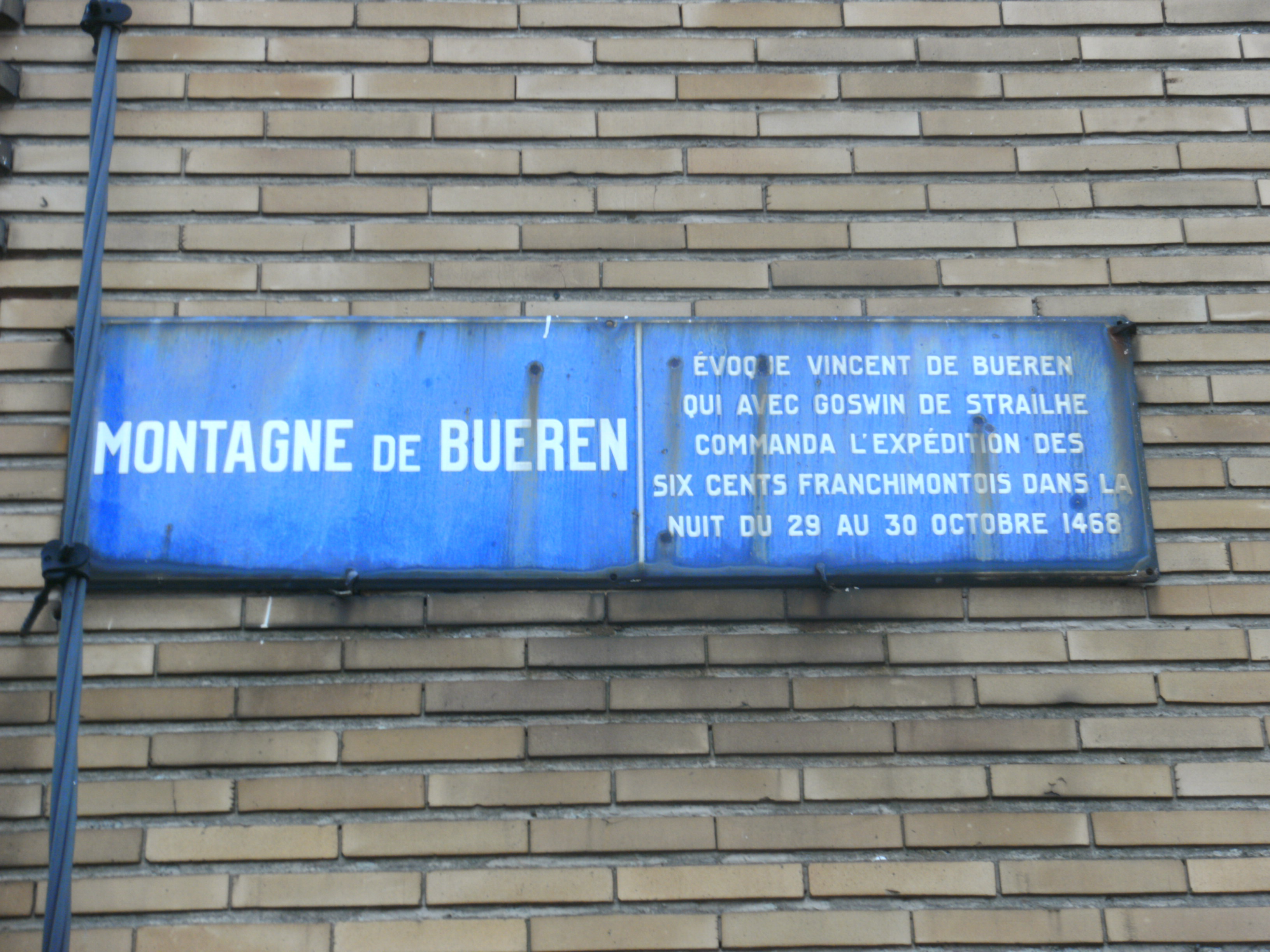
Plaque de la Montagne de Bueren

## Hommages
La montagne de Bueren, l'escalier le plus connu de Liège, dans le quartier de Féronstrée et Hors-Château, lui rend hommage depuis 1877.
Vincent de Bueren figure parmi les sculptures de la façade du palais provincial de Liège.

## Sources
- Micheline Josse-Hofmann, « BUREN (Vincent de) », dans Biographie Nationale, t. 38, Bruxelles, Académie royale des sciences, des lettres et des beaux-arts de Belgique, 1973 (ISSN 0770-7150, lire en ligne), p. 60-66
- « Connaître la Wallonie : DE BUEREN Vincent », sur connaitrelawallonie.wallonie.be (consulté le 25 décembre 2019)